# Ophiomyia crepidula
Ophiomyia crepidula är en tvåvingeart som beskrevs av Mitsuhiro Sasakawa 1993. Ophiomyia crepidula ingår i släktet Ophiomyia och familjen minerarflugor. Inga underarter finns listade i Catalogue of Life.